# Велоспорт на Европейских играх 2019
Велоспорт на Европейских играх 2019 — соревнования по велоспорту на шоссе и треке на Европейских играх 2019 проходили в столице Белоруссии, в городе Минске. Трассы были проложены по городским улицам города. Трековые гонки состоялись в Минск-Арене. Было разыграно 20 комплектов наград на треке. В соревнованиях приняли участие 316 велогонщиков. В шоссейных гонках было разыграно 4 комплекта наград, участие приняли 226 велогонщиков.

## Календарь
| ЦО | Церемония открытия | 2 | Финалы соревнований | ЦЗ | Церемония закрытия |

| Июнь                | Июнь                | 21 Пт | 22 Сб | 23 Вс | 24 Пн | 25 Вт | 26 Ср | 27 Чт | 28 Пт | 29 Сб | 30 Вс | Медали |
| ------------------- | ------------------- | ----- | ----- | ----- | ----- | ----- | ----- | ----- | ----- | ----- | ----- | ------ |
| Шоссейный велоспорт | Шоссейный велоспорт |       | 1     | 1     |       | 2     |       |       |       |       |       | 4      |
| Трековый велоспорт  | Трековый велоспорт  |       |       |       |       |       |       | 4     | 5     | 5     | 6     | 20     |

## Медалисты

### Шоссейный велоспорт
| Дисциплина           | Золото                    | Серебро                    | Бронза                        |
| Мужчины              | Мужчины                   | Мужчины                    | Мужчины                       |
| -------------------- | ------------------------- | -------------------------- | ----------------------------- |
| Индивидуальная гонка | Василий Кириенко Беларусь | Нелсон Оливейра Португалия | Ян Барта Чехия                |
| Групповая гонка      | Давиде Баллерини Италия   | Ало Якин Эстония           | Даниэль Ауэр Австрия          |
| Женщины              |                           |                            |                               |
| Индивидуальная гонка | Марлен Рессер Швейцария   | Хантал Блак Нидерланды     | Хейли Симмондс Великобритания |
| Групповая гонка      | Лорена Вибес Нидерланды   | Марианна Вос Нидерланды    | Татьяна Шаракова Беларусь     |

### Трековый велоспорт
| Дисциплина                         | Золото                                                                         | Серебро                                                                                           | Бронза                                                                               |
| Мужчины                            | Мужчины                                                                        | Мужчины                                                                                           | Мужчины                                                                              |
| ---------------------------------- | ------------------------------------------------------------------------------ | ------------------------------------------------------------------------------------------------- | ------------------------------------------------------------------------------------ |
| Командный спринт                   | Нидерланды · Рой ван ден Берг · Харри Лаврейсен · Джеффри Хогланд              | Франция · Грегори Боже · Райан Хелаль · Кантен Калейрон · Кантен Лафарг                           | Великобритания · Джек Чарлин · Джейсон Кенни · Райан Эндрюс · Джозеф Трумен          |
| Спринт                             | Джеффри Хогланд Нидерланды                                                     | Харри Лаврейсен Нидерланды                                                                        | Денис Дмитриев Россия                                                                |
| Кейрин                             | Харри Лаврейсен Нидерланды                                                     | Райан Хелаль Франция                                                                              | Денис Дмитриев Россия                                                                |
| Гит на 1 км                        | Томаш Бабек Чехия                                                              | Франческо Ламон Италия                                                                            | Кшиштоф Максель Польша                                                               |
| Командная гонка преследования      | Россия · Глеб Сырица · Никита Берсенев · Лев Гонов · Иван Смирнов              | Италия · Франческо Ламон · Карлоальберто Джордани · Давиде Плебани · Лиам Бертаццо · Стефано Моро | Швейцария · Тери Шир · Робен Фруадево · Лукас Рюэгг · Клаудио Имхоф · Нико Селенати  |
| Индивидуальная гонка преследования | Иван Смирнов Россия                                                            | Давиде Плебани Италия                                                                             | Клаудио Имхоф Швейцария                                                              |
| Скрэтч                             | Христос Воликакис Греция                                                       | Филип Прокопышин Польша                                                                           | Евгений Королёк Беларусь                                                             |
| Гонка по очкам                     | Христос Воликакис Греция                                                       | Ян-Виллем ван Схип Нидерланды                                                                     | Дмитрий Мухомедьяров Россия                                                          |
| Омниум                             | Ян-Виллем ван Схип Нидерланды                                                  | Тери Шир Швейцария                                                                                | Даниэль Станишевский Польша                                                          |
| Мэдисон                            | Робин Фройдево · Тристан Марже · Швейцария                                     | Ян-Виллем ван Схип · Юри Хавик · Нидерланды                                                       | Андреас Мюллер · Андреас Граф · Австрия                                              |
| Женщины                            |                                                                                |                                                                                                   |                                                                                      |
| Командный спринт                   | Дарья Шмелёва · Анастасия Войнова · Россия                                     | Симона Крупецкайте · Мигле Марозайте · Литва                                                      | Кира Ламберинк · Сайне Браспеннинкс · Нидерланды                                     |
| Спринт                             | Анастасия Войнова Россия                                                       | Матильда Грос Франция                                                                             | Дарья Шмелёва Россия                                                                 |
| Кейрин                             | Симона Крупецкайте Литва                                                       | Сайне Браспеннинкс Нидерланды                                                                     | Дарья Шмелёва Россия                                                                 |
| Гит на 1 км                        | Дарья Шмелёва Россия                                                           | Алёна Старикова Украина                                                                           | Мириам Вече Италия                                                                   |
| Командная гонка преследования      | Элиза Бальсамо · Мартина Алзини · Марта Кавалли · Летиция Патерностер · Италия | Джессика Робертс · Меган Баркер · Дженифер-Ан Холл · Джосси Кнайт · Великобритания                | Катажина Павловска · Юстина Качковская · Каролина Карасевич · Николь Плёсай · Польша |
| Индивидуальная гонка преследования | Татьяна Шаракова Беларусь                                                      | Марта Кавалли Италия                                                                              | Тамара Дронова Россия                                                                |
| Скрэтч                             | Кирстен Вилд Нидерланды                                                        | Мартина Фиданца Италия                                                                            | Анна Терех Беларусь                                                                  |
| Гонка по очкам                     | Анна Соловей Украина                                                           | Верена Эберхардт Австрия                                                                          | Ярмила Махачова Чехия                                                                |
| Омниум                             | Кирстен Вилд Нидерланды                                                        | Евгения Аугустинас Россия                                                                         | Элиза Бальсамо Италия                                                                |
| Мэдисон                            | Джессика Робертс · Меган Баркер · Великобритания                               | Кирстен Вилд · Амбер Ван Дер Гульст · Нидерланды                                                  | Диана Климова · Мария Новолодская · Россия                                           |

## Общий зачёт
| Общее количество медалей |                |        |         |        |       |
| Место                    | Страна         | Золото | Серебро | Бронза | Всего |
| 1                        | Нидерланды     | 7      | 7       | 1      | 15    |
| 2                        | Россия         | 5      | 1       | 7      | 13    |
| 3                        | Италия         | 2      | 5       | 2      | 9     |
| 4                        | Швейцария      | 2      | 1       | 2      | 5     |
| 5                        | Беларусь       | 2      | 0       | 3      | 5     |
| 6                        | Греция         | 2      | 0       | 0      | 2     |
| 7                        | Великобритания | 1      | 1       | 2      | 4     |
| 8                        | Литва          | 1      | 1       | 0      | 2     |
| 9                        | Украина        | 1      | 1       | 0      | 2     |
| 10                       | Чехия          | 1      | 0       | 2      | 3     |
| 11                       | Франция        | 0      | 3       | 0      | 3     |
| 12                       | Польша         | 0      | 1       | 3      | 4     |
| 13                       | Австрия        | 0      | 1       | 2      | 3     |
| 14                       | Эстония        | 0      | 1       | 0      | 1     |
| 15                       | Португалия     | 0      | 1       | 0      | 1     |
| -                        | Всего          | 24     | 24      | 24     | 72    |